# 不要認輸啊小傢伙
《不要認輸啊小傢伙》（日语：負けるな小さきものよ）是日本男性雷鬼音樂歌手若旦那的第4張單曲。2015年11月4日由德間日本傳播發行。

## 解說
《不要認輸啊小傢伙》是若旦那自從上一張單曲《LOVERS feat. 加藤米莉亞》以來，睽違3年約7個月發行的最新單曲。該歌曲曾被2015年7月至2016年6月在TOKYO MX等UHF系首播的電視動畫《潮與虎》當作第2季片尾主題曲使用。也是他第一首被當作動畫主題歌曲使用的單曲。

## 收錄歌曲
1. 不要認輸啊小傢伙（負けるな小さきものよ）
  - 作詞：若旦那，作曲、編曲：大隅知宇（日语：大隅知宇）
  - TOKYO MX等UHF電視動畫《潮與虎》第2季片尾主題曲
2. （Hi-Fi City Mix）
3. 不要認輸啊小傢伙（TV ver.）
  - 作詞：若旦那，作曲、編曲：大隅知宇
4. （Neo 80's Mix）
5. 不要認輸啊小傢伙（Instrumental）